# Petrohrad
Petrohrad (deutsch Petersburg) ist eine Gemeinde in  Okres Louny  in   Tschechien. Sie entstand 1895 durch die Vereinigung der Gemeinde Klumtschan (Chlumčany) mit dem Gut Petersburg (Petršpurk).

## Geographie
Die Ortschaft  liegt  in Westböhmen, 21 Kilometer westlich von Rakovník (Rakonitz) im Rakonitzer Bergland am nördlichen Fuße des Spálený vrch (499 m). Durch die Ortsteile Černčice und Bílenec führt die Europastraße 48 / Staatsstraße 6 zwischen Nové Strašecí und Bochov sowie die Eisenbahn von Podbořany nach Blatno.
Nachbarorte sind Černčice und Nový Mlýn im Norden, Bílenec im Nordosten, Chotěšov im Südosten, Jesenice und Krty im Süden sowie Stebno im Südwesten.

## Geschichte

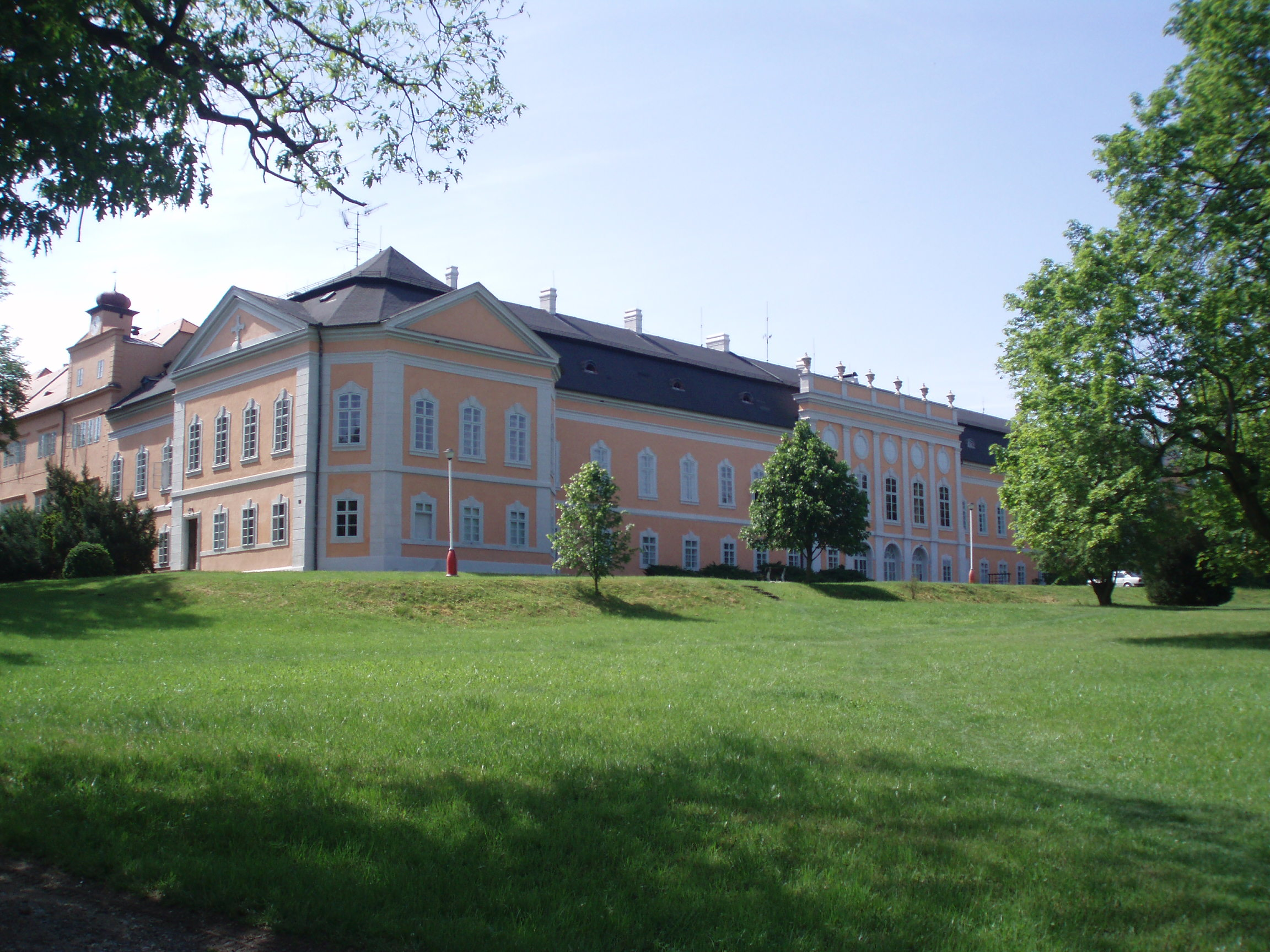
Schloss Petersburg

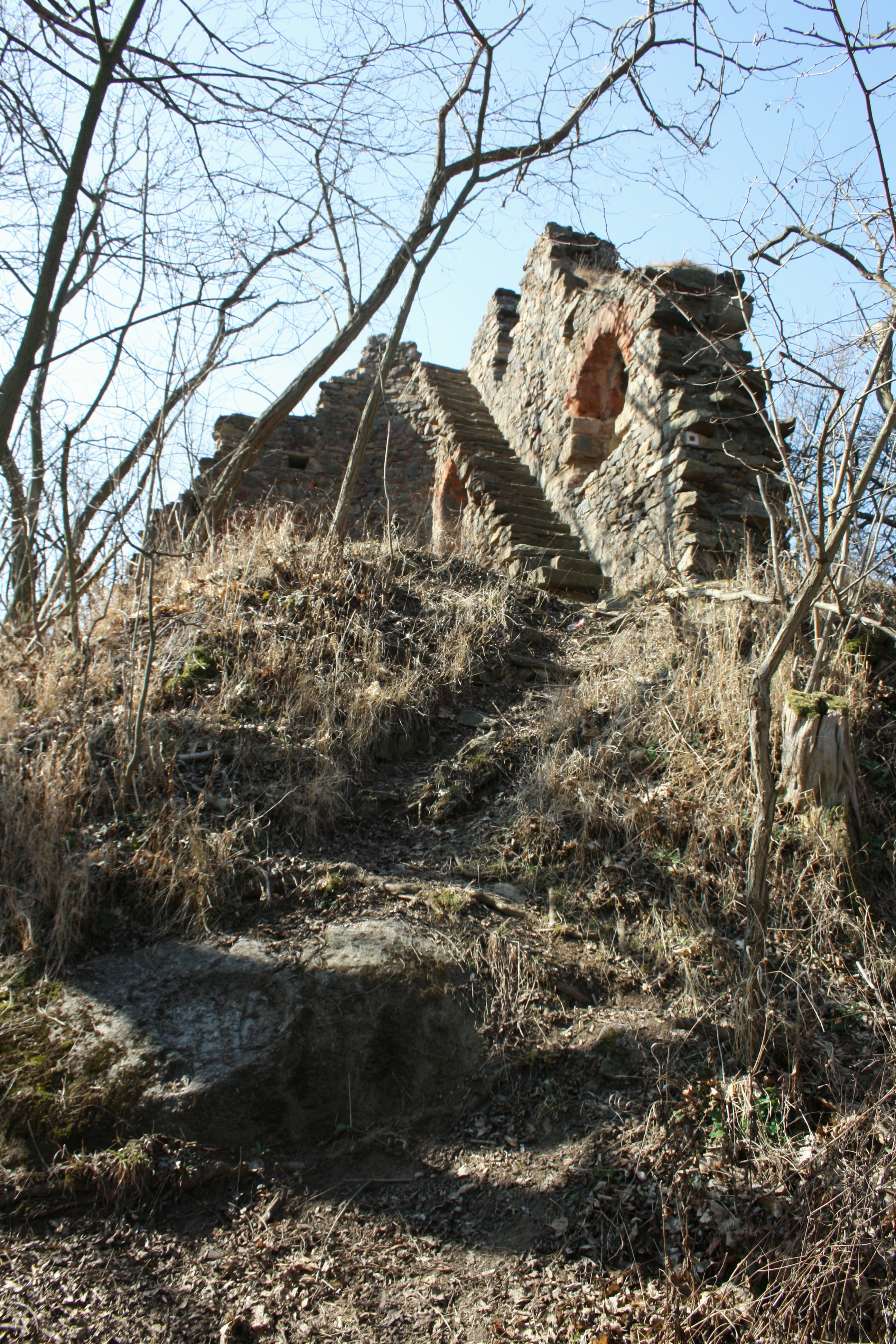
Ruine der Petersburg

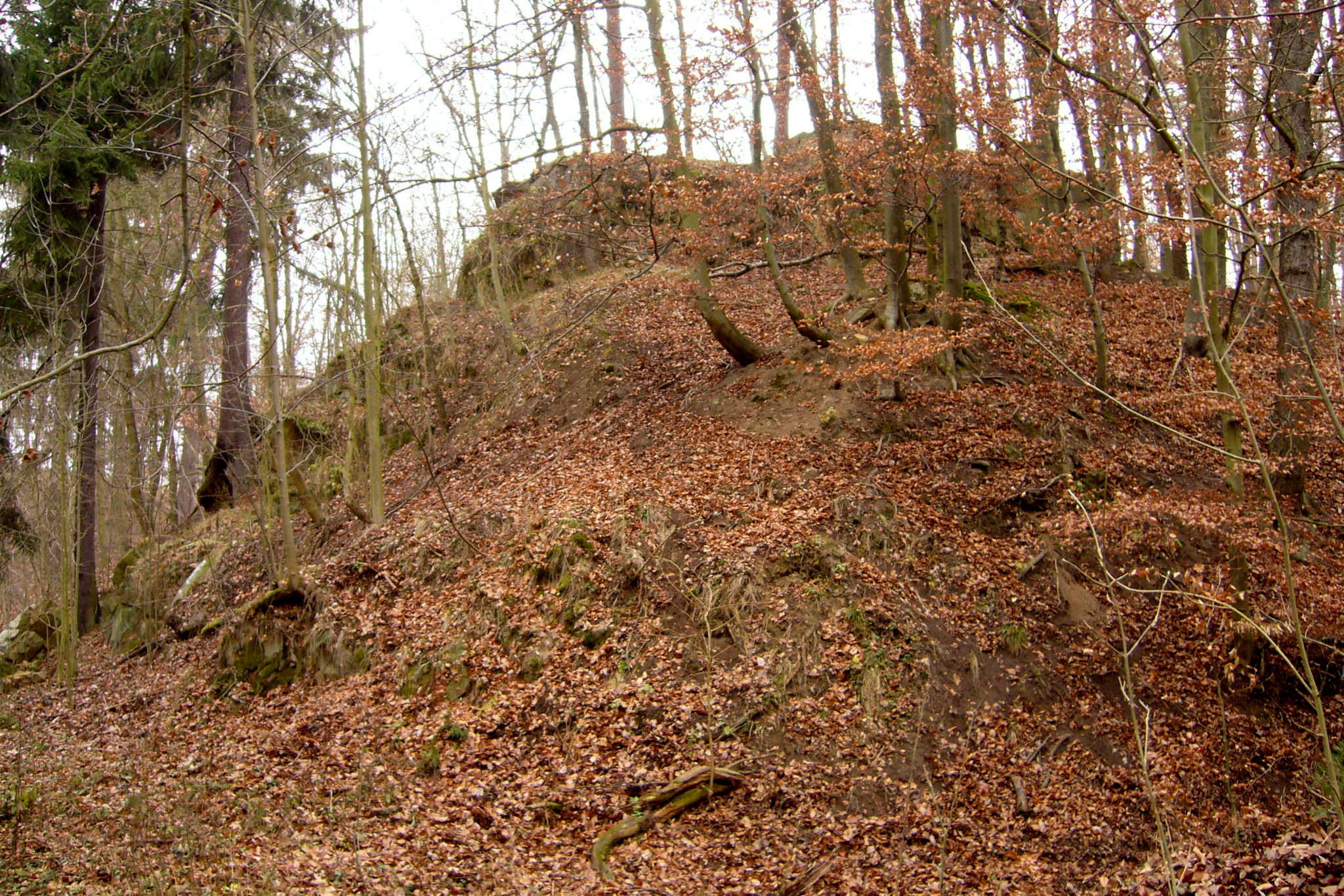
Ruine der Burg Springenberg

Petersburg, dessen Namensgeber Peter von Janovic war, wurde im Jahre 1360 erstmals urkundlich erwähnt. Das Gut gehörte zu den Besitzungen der Burgen Petersburg (Petršpurk) und Springenberg (Šprymberk). Im Laufe der Zeit folgen nach dem Geschlecht von Janovic, die Guttensteiner und die Kolowrat auf Liebstein. 1620 erwarben die Grafen Czernin von und zu Chudenitz den Ort, die hier bis 1945 ansässig blieben.
Gepfarrt war das Dorf bis 1808 nach Steben. Seit 1650 bestand in Petersburg eine Schlosskapelle, die 1785 zur Filialkirche erhoben wurde. Seit dieser Zeit gehörten die Dörfer Tschentschitz, Wilenz, Klumtschan sowie die Neumühle zum Petersburger Sprengel. 1786 kam die heute aufgegebene Ansiedlung Knieschehay (Kněžský háj) noch hinzu. Die Erhebung der Schlosskapelle zur Pfarrkirche erfolgte im Jahre 1808. Einer der Pfarrer war Josef Souhrada ab 1878.
Nach der Aufhebung der Patrimonialherrschaften im Jahre 1848 erhielt Petersburg seine Eigenständigkeit. 1895 erfolgte die Vereinigung des Gutes Petersburg (Petršpurk) mit der Gemeinde Klumtschan (Chlumčany) zur Gemeinde Petersburg bzw. Petrohrad.
Nach der Gründung der Tschechoslowakei wurde 1918 der Großgrundbesitz des Hauses Cernin von Chudenitz verstaatlicht.
Nach dem Münchner Abkommen erfolgte 1938 die Angliederung an das Deutsche Reich als Teil des Landkreises Podersam, Regierungsbezirk Eger, im Reichsgau Sudetenland. Nach dem Zweiten Weltkrieg kam Petrohrad zur wiedererrichteten Tschechoslowakei zurück.
Im Zuge der Gemeindegebietsreform von 1960 erfolgte der Zusammenschluss mit Bílenec und Černčice. 1981 wurde Petrohrad mit seinen Ortsteilen nach Kryry eingemeindet und erhielt 1990 seine Selbständigkeit zurück.

### Demographie
| Jahr | Einwohner | Anmerkungen   |
| ---- | --------- | ------------- |
| 1843 | 231       | in 15 Häusern |
| 1900 | 696       | [ 5 ]         |
| 1930 | 914       | [ 6 ]         |
| 1939 | 758       | [ 6 ]         |

## Gemeindegliederung
Die Gemeinde Petrohrad besteht aus den Ortsteilen Bílenec (Wilenz), Černčice (Tschentschitz) und Petrohrad (Petersburg), die zugleich auch Katastralbezirke bilden. Grundsiedlungseinheiten sind Bílenec, Černčice, Petrohrad und Petrohrad-u nádraží. Zu Petrohrad gehören außerdem die Einschichten Petršpurk und Nový Mlýn (Neumühle).

## Sehenswürdigkeiten
- Schloss Petrohrad, 1560 unter Jaroslav Kolowrat von Liebstein errichtet, zwischen 1697 und 1703 durch Giovanni Battista Alliprandi umgebaut, bis 1945 Sitz der Familie Cernin von Chudenic
- Burgruine Petršpurk (Petersburg), 1358 durch Peter von Vrtba errichtet, seit 1556 wüst
- frühere Brauerei, erbaut von Josef Zítka
- Allerheiligen-Kapelle
- Barockkirche Maria Magdalena in Bílence
- drei Statuen des Hl. Johannes von Nepomuk
- Statue des Hl. Wolfgang
- Petr-Bezruč-Hain (Háj Petra Bezruče), Naturreservat
- wüste Burg Šprymberk (Springenberg), errichtet 1363 durch die Ritter von Schönau, 1458 erwarb das Geschlecht von Janovic die Burg, die nach der Verlegung des Herrschaftssitzes auf die Petersburg verfiel und seit 1483 als wüst galt.
- Aussichtsturm auf dem Tobiášův vrch

## Sport
Bei Petrohrad befindet sich das größte tschechische Bouldergebiet mit etwa 3000 verschiedenen Problemen.

## Persönlichkeiten
- Eugen Ledebur-Wicheln (1873–1945), böhmischer Großgrundbesitzer und Senator der deutschen Minderheit